# Вірамбугедара (підрозділ окружного секретаріату)
Підрозділ окружного секретаріату Вірамбугедара — підрозділ окружного секретаріату округу Курунегала, Північно-Західна провінція, Шрі-Ланка. Складається з 38 Грама Ніладхарі.